# Ezra Furman

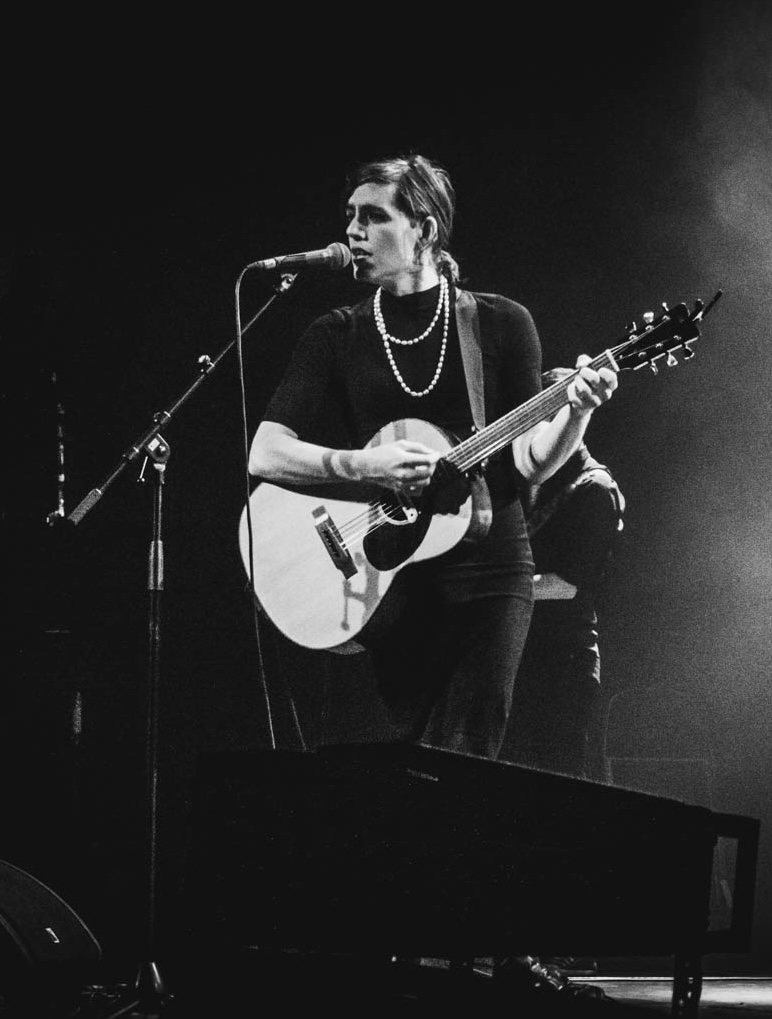
Ezra Furman (2022)

Ezra Furman (* 5. September 1986) ist eine US-amerikanische Musikerin und Songwriterin. Furman tritt seit 2017 mit der Band Ezra Furman and the Visions auf, die sich zuvor Ezra Furman & the Boy-Friends nannte. Davor war Furman bei Ezra Furman and the Harpoons.

## Karriere

### Ezra Furman and the Harpoons
2006 gründete Furman mit den Kommilitonen Job Mukkada, Adam Abrutyn und Andrew Langer an der Bostoner Tufts University die Band Ezra Furman and the Harpoons. Furman übernahm den Gesang und spielte Gitarre. Die Band veröffentlichte vier Alben. Das Erstlingswerk Beat Beat Beat erschien im Jahr 2006 im Selbstverlag und wurde im Jahr 2007 erneut eingespielt und unter dem Namen Banging Down the Doors beim Chicagoer Label „Minty Fresh“ veröffentlicht. Im Jahr 2008 folgte Inside the Human Body bei demselben Label.
Das dritte bzw. vierte Album der Band, Mysterious Power (2011), wurde von der Kritik gelobt, erzielte jedoch nur bescheidene Verkaufserfolge. Es war das letzte Album der Band. Laut Furman wollten sich die übrigen Bandmitglieder, nach dem anhaltend ausbleibenden kommerziellen Erfolg der Band, beruflichen Karrieren abseits der Popmusik widmen.

### Solo-Album und Gründung der neuen Band
Im Jahr 2012 veröffentlichte Furman, inzwischen aus Boston nach Chicago zurückgekehrt, das Solo-Album The Year of No Returning. Die Kosten für die Aufnahmen und die Veröffentlichung sammelte Furman über die Fundraising-Plattform Kickstarter.
Die Arbeiten an dem Album stellten den Beginn der Zusammenarbeit mit Tim Sandusky dar, der seither die Furman-Veröffentlichungen produziert und als Saxofonist seit dem Jahr 2013 auch Teil ihrer Band ist. Ende 2012 unterschrieb Furman beim Label „Bar/None Records“ aus Hoboken, das das Album im Sommer 2013 erneut veröffentlichte.
Nach den Aufnahmen stellte Furman im Frühjahr 2012 eine Live-Band zusammen und ging mit ihr als „Ezra Furman and the Boy-Friends“ auf Tour. Die Band bestand bis zum Beitritt Sanduskys, neben Furman, aus Jorgen Jorgensen (Bass), Ben Joseph (Keyboard, Gitarre) und Sam Durkes (Schlagzeug).

### Durchbruch in Großbritannien
Im Oktober 2013 veröffentlichte Ezra Furman das Album Day of the Dog, ebenfalls bei Bar/None Records. Die renommierte Tageszeitung The Guardian veröffentlichte eine überschwängliche Kritik und vergab fünf von fünf Sternen für ein „lebendiges, atmendes Stück Selbstdarstellung“.
Auch für die Auftritte ihrer Tournee im Vereinigten Königreich im Jahr 2014 gab es durchweg positive Kritiken.
Im Mai 2015 traten „Ezra Furman and the Boyfriends“ bei der BBC-Show Later with Jools Holland auf und erreichten so ein breites Publikum. Das Album Perpetual Motion People, das im Sommer 2015 auf dem Londoner Label Bella Union erschien, erreichte den 23. Platz der britischen Charts.
Im Jahr 2016 kündigte Furman nach der EP Big Fugitive Life (Bella Union) einen musikalischen Stilwechsel an. Dieser fand auch Ausdruck in der Umbenennung der Band in „The Visions“. Zwei Jahre später, 2018, erschien das erste Album unter dem Namen Ezra Furman and The Visions, Transangelic Exodus.
2019 erschien das Album 12 Nudes auf Bella Union.
Furman beteiligte sich am Soundtrack der Netflix-Serie Sex Education. Furmans Band hatte in der Serie einen Gastauftritt.
2022 erschien das Album All Of US Flames ebenfalls auf Bella Union.

## Privates
Ezra Furman hat drei Geschwister, einen älteren, einen jüngeren Bruder und eine Schwester. Die offen bisexuelle trans Frau ist jüdischen Glaubens und trägt gelegentlich eine Kippa. Furman akzeptiert für sich sowohl sie/ihr als auch geschlechtsneutrale (they/them) Pronomen. Sie ist Mutter eines Kindes.

## Trivia
In einem Interview mit dem NME gab Furman 2017 an, aus religiösen Gründen niemals an Freitagen aufzutreten.